# Dikasterij za škofe
Dikasterij za škofe (latinsko Dicasterium pro Episcopis), je dikasterij Rimske kurije, ustanovljen z apostolsko konstitucijo papeža Frančiška Praedicate Evangelium, objavljeno 19. marca 2022. Ta je stopila v veljavo 5. junija 2022, na binkošti.

## Zgodovina
Poprejšnja Kongregacija za škofe je izvirala iz Kongregacije za postavitev cerkva in konsistorialnih oskrb, ki jo je ustanovil papež Sikst V. 22. januarja 1588. Njeni člani so bili škofje, ki so se sestajali na sinodah in koncilih. Papež Pij X. (1903–1914) je leta 1908 njene pristojnosti razširil na imenovanja škofov in kanonikov ter na ustanavljanje škofij in kapitljev. Zaupal jim je nadzor nad škofijami in administracijo, sam pa je prevzel mesto in naloge prefekta. Organ Rimske kurije je bil v pontifikatu papeža Pavla VI. (1963–1978) leta 1967 preimenovan v Kongregacijo za škofe.

## Pristojnosti
V skladu z apostolsko konstitucijo Praedicate Evangelium (2022) ima Dikasterij za škofe naslednje pristojnosti:
- obravnavati zadeve, ki se nanašajo na škofovsko službo in škofije latinskega obreda (Latinska cerkev je največja samostojna (sui iuris) partikularna cerkev znotraj Rimskokatoliške cerkve, ter je v polnem občestvu s papežem) (103. člen);
- odgovarjati za ustanavljanje, združevanje, spreminjanje ali ukinjanje škofij in drugih cerkvenih upravnih enot (tudi npr. vojaških in drugih ordinariatov) (104. člen);
- skrb za imenovanje škofov (krajevnih, pomožnih, naslovnih) in apostolskih administratorjev (105. člen);
- usklajevati škofovske obiske »ad limina apostolorum« (po uradni dolžnosti) pri papežu (106. člen);
- organizacija papeških potovanj v krajevne cerkve po svetu (107. člen);
- ustanavljati škofovske konference in potrjevati njihove statute (108. člen);
- ustanavljati osebne prelature in potrjevati njihove statute (109. člen);
- spremljati pastoralno delovanje škofov in obravnavati zadeve, povezane z njihovo službo (110. člen);
- voditi postopke v zvezi z upokojitvijo škofov in drugimi kadrovskimi spremembami (111. člen);
- upravljati s Papeško komisijo za Latinsko Ameriko, ki je podrejena dikasteriju (112. člen).

## Organiziranost
Od 5. junija 2022, po apostolski konstituciji Praedicate Evangelium, po reformi Rimske kurije, znotraj Dikasterija za škofe deluje tudi Papeška komisija za Latinsko Ameriko, ki je odgovorna za preučevanje vprašanj v zvezi z življenjem in rastjo teh posebnih Cerkva.

## Prefekti
- kardinal Robert Francis Prevost (od 12. aprila 2023, izvoljen za papeža 8. maja 2025)[4]